# Білецька сільська рада (Перемишлянський район)
| Білецька сільська рада — колишній орган місцевого самоврядування у Перемишлянському районі Львівської області з адміністративним центром у с. Біле. Історична дата утворення: в 1940 році. Водоймища на території, підпорядкованій даній раді: річка Біла. Сільській раді були підпорядковані населені пункти: - с. Біле - с. Новосілки - с. Хомина |

## Склад ради
Рада складалася з 16 депутатів та голови.

### Керівний склад ради
| ПІБ                         | Основні відомості                                                         | Дата обрання | Дата звільнення |
| --------------------------- | ------------------------------------------------------------------------- | ------------ | --------------- |
| Камінський Богдан Йосипович | Сільський голова, 1967 року народження, освіта, член народної партії      | 26.03.2006   | 31.10.2010      |
| Камінський Богдан Йосипович | Сільський голова, 1967 року народження, освіта вища, член народної партії | 31.10.2010   |                 |

Примітка: таблиця складена за даними джерела